# Pfarrkirche Stammersdorf

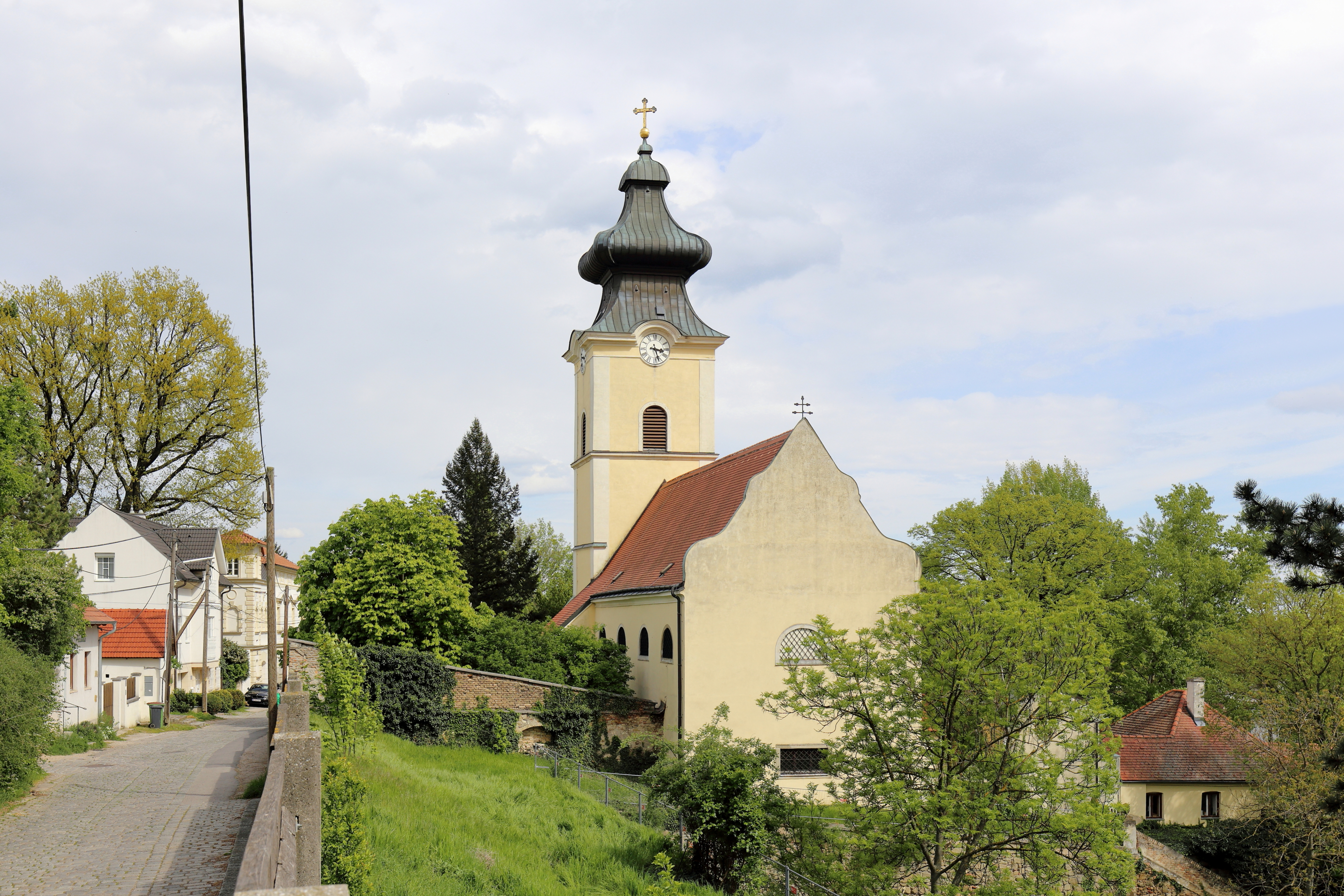
Westansicht der katholischen Pfarrkirche hl. Nikolaus in Wien-Stammersdorf

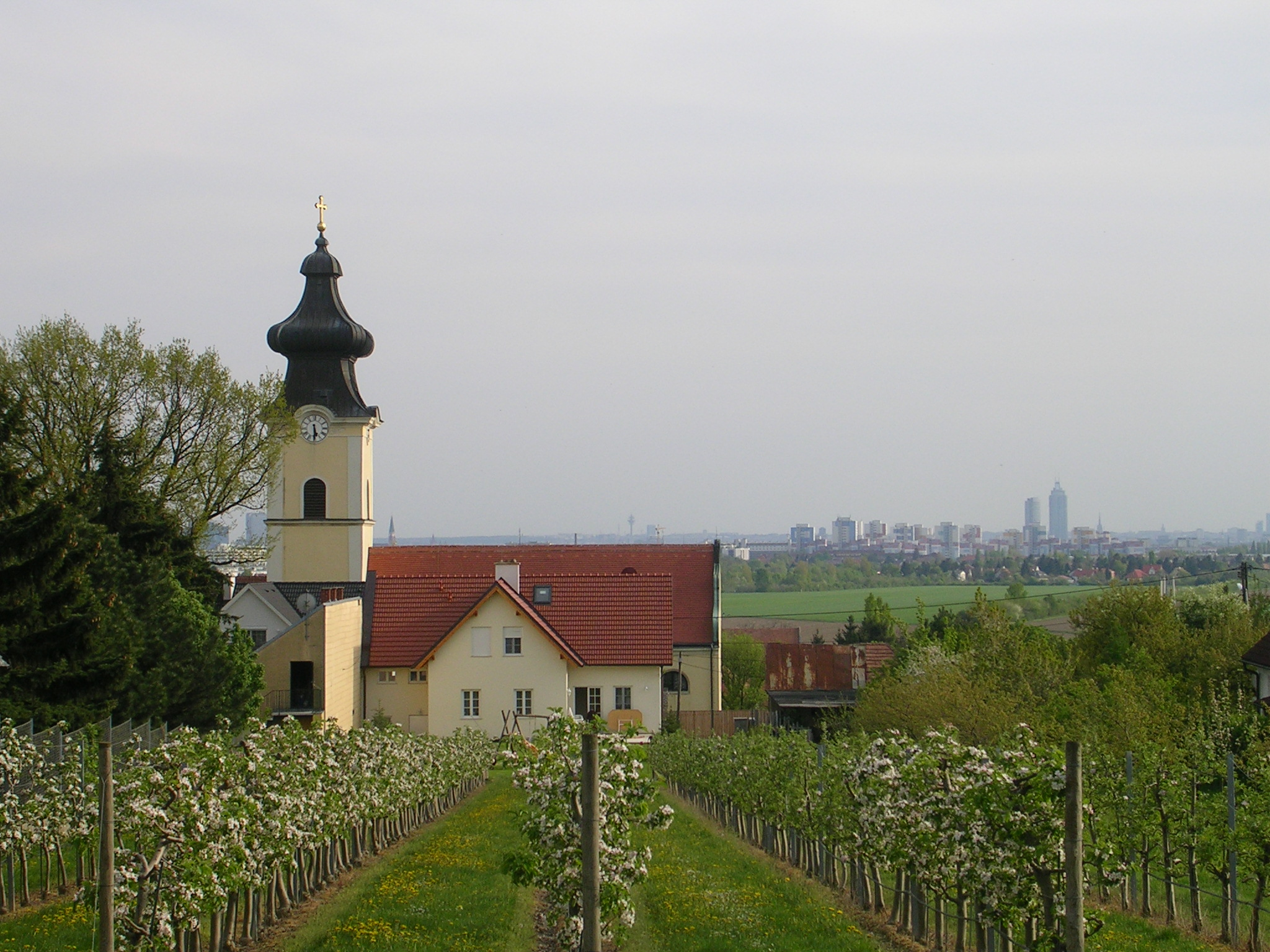
Pfarrkirche Stammersdorf, mit Blick auf Wien

Die Pfarrkirche Stammersdorf ist eine römisch-katholische Pfarrkirche im Bezirksteil Stammersdorf des 21. Wiener Gemeindebezirks Floridsdorf. Die Pfarre liegt im Stadtdekanat 21 des zur Erzdiözese Wien gehörenden Vikariates Wien Stadt. Sie ist dem heiligen Nikolaus geweiht. Das Bauwerk steht unter Denkmalschutz.

## Lagebeschreibung
Die Kirche liegt nördlich der Stammersdorfer Straße im Zentrum von Stammersdorf, etwas erhöht auf einem Ausläufer des Bisamberges. Die ehemalige Wehrkirche liegt hinter einem kleinen Vorplatz, dem 1844 aufgelassenen Friedhof, und wird Richtung Süden durch die Liebleitnergasse mit dem linsenförmigen Dorfanger verbunden.

## Geschichte
Stammersdorf wurde etwa gegen Ende des 10. Jahrhunderts, nach der Schlacht auf dem Lechfeld und der Vertreibung der Magyaren gegründet. Die Häuser der bäuerlichen Siedlung waren aus Holz, nur Burg und Kirche waren massiv gemauert. Während die Burg nicht mehr besteht, ist die im 12. Jahrhundert errichtete romanische Kirche noch weitgehend erhalten. Die Kirche war eine Wehrkirche, in Verbindung mit einer Burg, etwas erhöht außerhalb des Dorfes, an einem Ausläufer des Bisamberges, wo traditionell Wein ausgebaut wird, also ein Fluchtort der Bevölkerung in Zeiten einer kriegerischen Auseinandersetzung. Der ostseitige Kirchturm hatte die Funktion des Bergfrieds einer Burg, Aussicht zum Feind, und letzter Rückzug. Das Langhaus mit massivem Mauerwerk war anfangs mit einer Holzdecke abgeschlossen, später überwölbt, und wurde in Kriegen und durch Brand zerstört.
Die Pfarre Stammersdorf ist die einzige Wiener Pfarre nördlich der Donau, die nicht aus der Mutterpfarre Kagran hervorgegangen ist, sondern ursprünglich Teil der Pfarre Kleinengersdorf war. Diese Pfarre, eine Abspaltung der Pfarre Leobendorf, war ihrerseits wiederum dem Kloster Vornbach (auch: „Kloster Fornbach“) in Bayern inkorporiert. Stammersdorf wird 1429 erstmals als Filialkirche der Pfarre Kleinengersdorf genannt. Weitere Erwähnungen folgen in den Jahren 1476 und 1543.
Auf Grund von Priestermangel übergab das Kloster Vornbach 1540 die Pfarre Kleinengersdorf und damit auch die Kirche in Stammersdorf an das Schottenstift in Wien. Es ist davon auszugehen, dass Stammersdorf zu diesem Zeitpunkt eine eigenständige Pfarre wurde, da bereits 1541 Strebersdorf erfolgreich aus der Pfarre Kagran herausgelöst und der Pfarre Stammersdorf zugeführt wurde.
Der Einmarsch des ungarischen Königs Matthias Corvinus 1484, die Zweite Wiener Türkenbelagerung 1683 und der Ortsbrand 1850, waren Ursache für Zerstörungen der Kirche. Beim Wiederaufbau wurden die geschwächten Außenmauern mit Pfeilern für die Tonnengewölbe unterstützt. Trotz weiterer baulicher Änderungen im 19. Jahrhundert ist der wehrhafte Charakter der spätromanischen Kirche erhalten.

## Architektur
Kirchenäußeres
Das Langhaus ist schmal und hoch gebaut mit querschiffartigen Seitenkapellen. Das Satteldach darüber wird von einem in Teilen erhaltenen barocken Dachstuhl getragen. Die Westfassade wird durch einen geschwungenen Giebel beherrscht. Die Seiten des Langschiffs sind nicht gegliedert. Durch Lunettenfenster kann licht ins Kircheninnere dringen. An der südlichen Kirchenseite sind zwei übergiebelte Portalvorbauten angebaut, wobei der westliche kreuzgratgewölbt ist. In den Giebeln darüber stehen zwei Figuren die den heiligen Michael und die heilige Maria im gotischen Stil vom Ende des 19. oder Anfang des 20. Jahrhunderts.
Östlich des Kirchenschiffes über dem heutigen Chor steht ein mächtiger Chorturm über einem annähernd quadratischen Grundriss. Der dreigeschoßige Kirchturm wird durch Strebepfeiler gestützt und durch Lisenen gegliedert. Im obersten Turmgeschoß sind barocke Schallfenster. Der Turmhelm stammt aus dem Jahr 1800.
Östlich des Turmes befindet sich der spätgotische Chor mit Polygonalschluss, der heute als Sakristei genutzt wird. Darüber befindet sich ein abgewalmtes Dach, das durch einen gotischen Dachstuhl getragen wird. Die Chorwand wird von schmalen einbahnigen Maßwerkfenstern durchbrochen, wobei eines später vermauert wurde. Die Choraußenwand wird zum Boden hin durch einen Sockel abgeschlossen und durch ein Kaffgesims geschmückt.
An der südlichen Langhauswand sind drei klassizistische Wandepitaphien eingemauert: Friedrich Graf Kinsky († 1794); Francisca Esterhazy († 1801) und Anna Dangl († 1821).
Kircheninneres
Über dem fünfjochigen Langhaus ist kreuzförmiges Stichkappengewölbe. Das Langhaus ist durch Wandvorlagen mit Kämpfergesims gegliedert. im östlichsten Joch schließen zu beiden Seiten querschiffartige Seitenkapellen mit Stichkappentonnen an. Die einjochige Westempore aus dem zweiten Viertel des 17. Jahrhunderts ist stichkappenunterwölbt.
Die Wandmalereien wurden laut Triumphbogeninschrift im Jahr 1868 von Josef Kastner und seinen Töchtern gemalt. Sie entstanden in Anlehnung an die ursprünglich barocke Ausstattung mit reichem ikonografischem Programm. Die Restaurierung der 1930er Jahre prägt die Wandmalereien stark. Im Gewölbe sind Ovalbilder und Medaillons mit illusionistischen Rahmungen und Dekor. Im Chor weisen die Wandmalereien, da die Kirche dem Schottenstift inkorporiert ist, benediktinische Ansätze auf. Die Malereien im Chor zeigen Mariä Verkündigung sowie mariologisch-christologische Sinnbilder. Über den Fenstern ist der heilige Benedikt und die heilige Scholastika dargestellt.
Im Langhaus sind die „Taufe Jesu“, die „Verklärung des Herrn“, das „Pfingstfest“ und die „Steinigung des heiligen Stephanus“ abgebildet. In den Stichkappen sind die Evangelisten und die Kirchenväter dargestellt. An den Anläufen der Gewölbe kann man Propheten und Figuren des Alten Testamentes sehen. Die Schildwände im Querhaus tragen ebenfalls Wandbilder. Das linke zeigt die „Frauen am Grab“, das rechte die Szene „Noli me tangere“. Über den Bögen sind der heilige Leonhard und der heilige Florian dargestellt. Unter der Orgelempore ist die Legende des heiligen Nikolaus dargestellt sowie die heilige Cäcilia und König David.

## Einrichtung
Die Einrichtung ist uneinheitlich aus dem 18. und 19. Jahrhundert.
Der Hochaltar vom zweiten Viertel des 18. Jahrhunderts ist eine barocke Doppelsäulenretabel mit Auszug. Das vorgesetzte Altarbild zeigt die Heiligste Dreifaltigkeit in barocken Formen. Das Gemälde wurde zwischenzeitlich jedoch stark restauriert. Das Vorsatzbild zeigt eine Madonna und stammt aus dem letzten Drittel des 18. Jahrhunderts. Die seitlichen Figuren gehörten ursprünglich nicht zum Altar und wurden erst in späteren Jahren hinzugefügt. Auf der linken Seite steht ein heiliger Kaiser aus der Mitte des 18. Jahrhunderts, der eventuell Heinrich II. darstellt. Auf der linken Seite ist der heilige Leopold aus dem ersten Viertel des 18. Jahrhunderts. Der Altar ist außerdem durch Putti verziert. Auf dem Sockel stehen josephinische Kerzenleuchter.
Die Seitenaltäre sind schlichte, marmorierte Altartische. Darüber hängen großformatige Gemälde in Rundbogenrahmung. Das Altarbild des linken Seitenaltares zeigt die heilige Anna der heiligen Maria das Lesen lehrend gemeinsam mit dem heiligen Joachim. Das Bild stammt aus dem zweiten Viertel des 18. Jahrhunderts. Das rechte Seitenaltarbild von 1655 zeigt den heiligen Nikolaus.
Die Hängekanzel aus dem dritten Viertel des 18. Jahrhunderts trägt am Korb die Symbole der Evangelisten in Reliefform. Am Schalldeckel steht eine Figur des heiligen Paulus.
In den Nischen der Querarme stehen Figuren aus Sandstein, die links den heiligen Sebastian aus dem zweiten Viertel des 18. Jahrhunderts und rechts den heiligen Josef aus der Mitte des 18. Jahrhunderts darstellen.
An den Chorwänden sind querovale Bilder. Sie stellen die Heiligen Rosalia aus dem letzten Drittel des 19. Jahrhunderts und Rochus vom Ende des 18. Jahrhunderts dar. Im Langhaus hängen segmentbogig abgeschlossene Bilder von 1870. Diese wurden 1991 restauriert. Auf der Evangelienseite sind zwei Gleichnisse dargestellt, die Karl Drechsler zugeschrieben werden. An der Epistelseite sind drei Szenen aus dem Leben Jesu dargestellt, die von Josef Kastner junior gemalt wurden. Die Kreuzwegbilder in gotisierenden Rahmen entstanden in der zweiten Hälfte des 19. Jahrhunderts.
Das ovale Taufbecken aus Marmor wurde um 1780 geschaffen. Es trägt eine neobarocke Figurengruppe, die die „Taufe Jesu“ darstellt.
Die barocken Türen haben noch die originalen Beschläge. Die Kirchenbänke stammen aus der Zeit um 1900 und die Luster sind historisch.
In der Sakristei steht ein bemerkenswerter neogotischer Sakristeischrank.

## Orgel
Die pneumatische Orgel mit zwei Manualen und 17 Registern wurde 1912 von Orgelbau Breinbauer errichtet. Der neuromanische Prospekt ist in sieben Pfeifenfelder unterteilt. 1934 wurde das Orgelwerk technisch und klanglich verändert und erweitert.

## Glocken
Im Turm hängt eine Glocke von 1540 mit Reliefs der heiligen Katharina und einer Madonna. Sie wurde durch den Glockengießer Michael Dobler gegossen.